# Pro multis
Pro multis è una locuzione latina che significa "per molti" o "per i molti". Poiché non ha l'articolo definito, il Latino non distingue fra questi due significati.
La frase è parte della frase più lunga "qui pro vobis et pro multis effundetur in remissionem peccatorum" usata in riferimento al sangue di Cristo, nella consacrazione del vino nel Messale Romano.
La frase "versato per voi" proviene solo da Luca 22,20. "Versato per molti" da Matteo 26,28 e Marco 14,24. "Per il perdono dei peccati" solo da Matteo 26,28. 1 Corinti 11,25, il più antico resoconto delle parole di Gesù sul calice alla sua Ultima Cena, non menziona nessuna di queste frasi in relazione alla consacrazione del vino.
La varietà di questi resoconti indica che gli scrittori non intendono dare le parole esatte che Gesù usò, probabilmente in Aramaico. Le sole parole che sono considerate essenziali per la consacrazione del vino nella Messa sono "Questo è il mio sangue", anche se la forma del sacramento, che varia secondo il rito liturgico (romano, bizantino, ecc.) contiene altre parole.